# Selen
Selen   (Roma, 12 de desembre de 1966) és el nom artístic de Luce Caponegro, una actriu pornogràfica italiana.

## Trajectòria
Nascuda en Roma, el seu pare va ser un industrial de la indústria petroliera. De petita va assistir a cursos de cant, ball clàssic i equitació. Després de deixar la seva llar i casar-se a l'edat de 18, va viure en una comuna sense aigua potable i calefacció fins a l'edat de 21.
A l'edat de 20 va tenir la seva primera incursió en pel·lícules pornogràfiques realitzant el seu primer vídeo de sexe dur amateur titulat Orgia di compleanno dirigit per Cesare Geromine.
La seva decisió de seguir una carrera en el món pornogràfic va ser guiada per un afany exhibicionista i en les seves pròpies paraules per la passió pel sexe i la necessitat de rebel·lar-se contra la societat. Els seus pares van desaprovar la seva carrera, la qual havia estat fomentada pel seu marit. Des d'aleshores la seva popularitat va créixer ràpidament i va adoptar el nom artístic "Selen". Ha estat considerada l'estrella porno favorita d'Italia. Va fer aparicions al festival pornogràfic Hot d'Or de Canes i a l'Erotica de Torí i va guanyar 17 premis durant la seva carrera d'actriu porno de 1993 a 1999.

### Directors
Selen ha protagonitzat pel·lícules de coneguts directors italians com Mario Salieri (Dracula, Sceneggiata napoletana, Concetta Licata), Silvio Bandinelli (Il rosso e il nero, Cuore di pietra) y Joe D'Amato (Selvaggia, Sahara, Selen regina degli elefanti). Una altra coneguda pel·lícula en la qual va assumir el paper del títol va ser Cindy, de Luca Damiano. A més, ella ha dirigit o codirigit pel·lícules en les que ha participat.

### Escenes de sexe
El seu repertori inclou sexe anal, bukkake i doble penetració encara que no és principalment reconeguda com una especialista en aquestes tècniques. Les seves escenes eròtiques se centren en sexe vaginal i oral, on demostra la seva capacitat per a la gola profunda, normalment culminant en una ejaculació facial. Com en altres pel·lícules heterosexuals, els co-protagonistes de Selen no utilitzen condó quan la penetren. Principalment actua amb un o, a vegades, dos companys alhora, encara que també ha participat en escenes lèsbiques o ella sola.

## Filmografia
- Scandalose di Roma
- Alcuni cazzi fa
- Dràcula
- La sposa sottratta
- Cindy
- Le regina degli elefanti
- Selen contro Eva. La sfida
- Eva e Selen la supersfida
- Eva e Selen il duello
- Ckp
- Eros e Thanatos
- Flesh
- Zora la vampira
- Made Italy
- Conte immorale
- Scacco alla regina
- Cappuccetto Rosso
- Selen in... così come piace a me
- Selen dalla testa ai piedi
- A.A.A. Selen cercasi
- La saga di Concetta Licata
- Gli uomini preferiscono Selen
- Sahara
- Amanti
- Sempre nel culo
- Sogna dolce Selen
- Il símbolo del peccato
- Le insaziabili
- Adolescenza perversa
- B.B. e il cormorano
- Rosso e nero
- Sceneggiata napoletana
- Scuole superiori
- Selen l'idolo del piacere
- Selvaggia
- Selen live
- Selen 8mm
- Selen nell'isola del tesoro
- Selen puledra in calore
- Cuore di pietra
- Consigli per gli acquisti
- I sogni di Selen
- Desiderando Selen
- Colpi di pennello
- La clínica della vergogna
- Millennium
- Schizzami tutta!
- Più di un autógrafo
- Solo per i tuoi occhi
- Rotture vaginali
- I desideri di Carla
- Belle Chiappette 8
- Superdoppie!

## Vida personal
Caponegro és una coneguda amant dels animals i sempre ha viscut a la costa de Romanya. Té dos fills, el primer dels quals (Kangi) va néixer el 1988 durant el seu matrimoni amb Fabio Albonetti (que qui es va divorciar). La segona (Gabriele) amb Nicola Zanone va néixer el 2006. El 7 de juliol de 2012 es casa amb el seu xicot, el terapeuta Toni Putortì després d'haver-se confirmat.
Des de 2013 Selen treballa com a DJ i presentava un programa de cuina anomenat Romagna Mia a Alice Tv.